# 信濃和田氏
和田氏（わだし）は、日本の信濃国高井郡東条荘の有力武士・領主の一族である。信濃和田氏と表記されることもある。

## 出自
信濃和田氏の出自については不明なことが多く、定説がない。一般的には平維茂の末裔で越後平氏と同族であったとされる。同族に同じ信濃平氏とする豪族で、正弘流と称した布施氏、富部氏と、越後平氏の祖の繁盛流と称した仁科氏があったという。
『吾妻鏡』元暦元年2月30日条には「信濃国東条荘内狩田郷領主職、避賜式部大夫繁雅詑、此所被没収之処、為繁雅本領之由、愁申故云々」と記されており、東条荘が平家没官領となった時に、和田氏の家祖と思わしき平繁雅（平維茂の6世の孫とする）は、源頼朝に「本領」だと愁訴して「領主職」を認められたという。これは、彼が早くから頼朝に提訴しうる強縁を持っていたことが本領を回復しえた根拠であった。
この平繁雅流と信濃和田氏との関係については、
- 霊泉寺阿弥陀仏の胎内文書にみえる「正和四年十一月日前隠岐守平朝臣繁長」や諏訪大明神絵詞にある「信濃国和田隠岐前司繁有」は、平姓で受領名が一致し、繁を通字とする
- 越後平氏平繁雅流は中流貴族の系統で領家であったとされ、信濃和田氏一族と繁雅流平氏とは同族であるとする説が存在し、また一方で
- 東条荘領家職を相伝した平氏と荘司の和田氏とは別である
- 繁雅流は在地領主であり八条院へ寄進した領家は別に存在する

とし、両者が別の氏族であるとする説も存在した。
五味文彦は、繁雅は平頼盛とともに鎌倉に下向し、頼盛領と同じく八条院領東条荘狩田郷を安堵されたと推定し、繁雅が八条院・平頼盛に仕えるなかで北白河院の後見・乳父の家になったとした。
井原今朝男は、鎌倉中期から善光寺奉行人となり東条荘内の諸郷の一分地頭としてみえる和田氏は、平繁雅と同族の平基繁流であり、白河、鳥羽、後白河院庁の判官代・北面でありながら、鎌倉幕府が成立するといち早く頼朝の御家人となったとし、平基繁流平氏は、御家人としては信濃の平姓和田氏として登録されていたとした。また、その一方で、後白河院北面、殷富門院蔵人、北白河院蔵人、四条院の諸大夫として公家政権に奉仕する中級貴族でもあったとした。

## 概要
和田氏は、鎌倉時代に八条院領東条荘内の和田郷、狩田郷、高岡郷などを知行していた。東条荘の成立や鐘鋳川堰の再開発、六ヶ郷用水の部分的開削に関与していたことも判明している。
後深草院二条の『とはずがたり』に登場する「高岡の石見の入道」とは、和田氏一族の「和田石見入道仏阿」のことであり、をいと情けある者にて、歌常に詠み、管絃などして遊」び、「まことにゆゑある住まひ、辺土分際には過ぎ」たものであったという。これは、和田氏が鎌倉幕府の御家人としての役割を担う一方で、京都において北面武士などを担う中流貴族として活躍しており、京の空気に触れていたからである。文永2年（1265年）、繁氏は善光寺近辺警護の奉行人から解任された。建治元年（1275年）5月六条八幡新宮の造営費用が全国の御家人に求められると、信濃国に住む和田肥前入道跡は、7貫文を納めた。